# Beatrix Provensálská
Beatrix Provensálská (cca 1229 – 23. září 1267 Nocera Inferiore) byla od roku 1245 vládnoucí hraběnka z Provensálska a z Forcalquier, stejně jako po sňatku s Karlem I. Neapolským hraběnka z Anjou a z Maine, sicilská a neapolská královna.
Byla čtvrtou a poslední dcerou Ramon Berenguer IV., hraběte z Provensálska a z Forcalquier a jeho manželky Beatrix, dcery hraběte Tomáše I. Savojského a Markéty Ženevské.
Jako dědička provensálského hrabství byla velmi žádanou partií a svému muži Karlovi z Anjou byla oporou při vojenském tažení na Apeninský poloostrov.

## Život

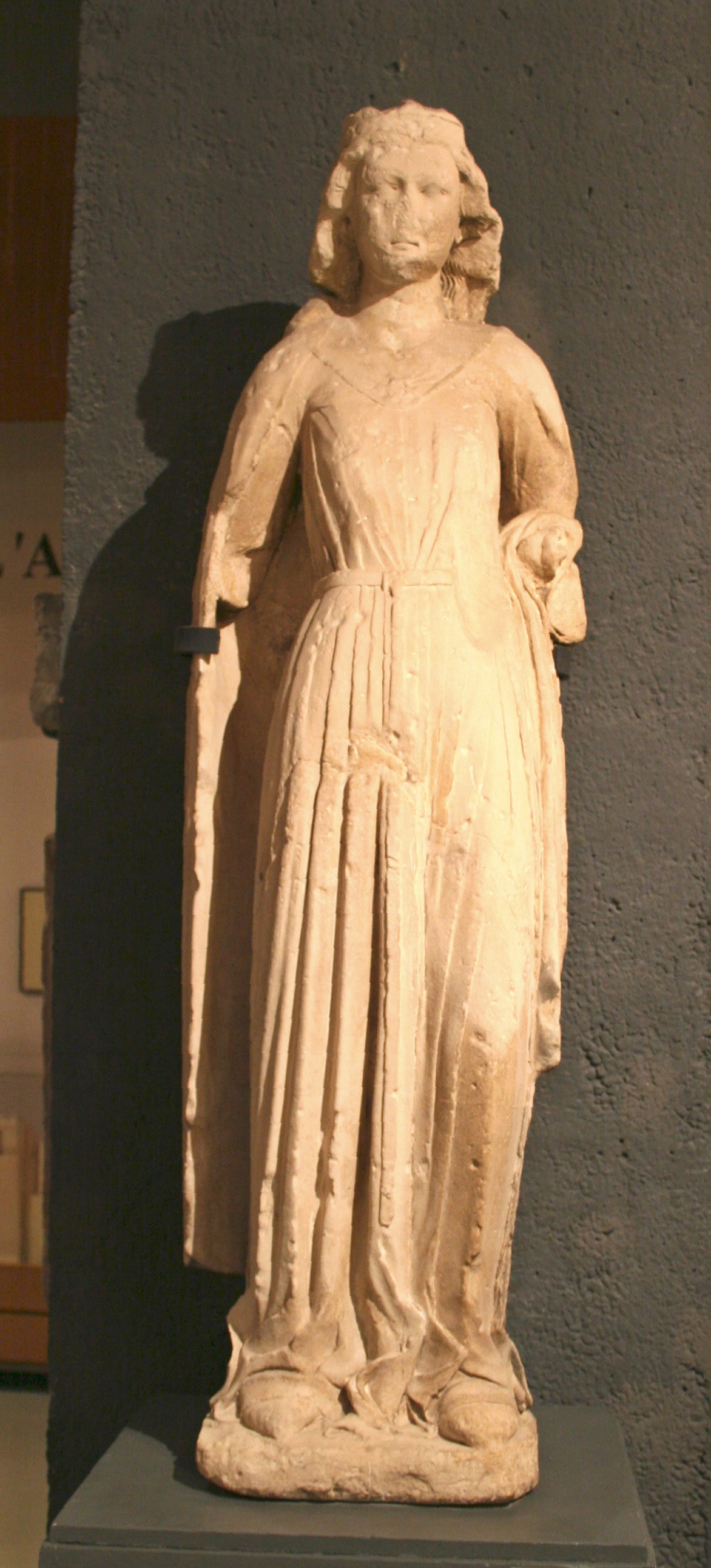
Socha Beatrix Provensálské (Muzeum historie v Marseille)

Beatrix se narodila jako nejmladší dcera provensálského hraběte Ramona Berenguera V. a Beatrix Savojské. Tři starší dcery Markéta, Eleonora a Sancha byly provdány za krále okolních zemí. Vážně nemocný Ramon Berengar chtěl odkázáním majetku do rukou Beatrix předejít tomu, aby obě hrabství získala francouzská koruna a rozšířila tak území pod svým vlivem.
| „                                                         | Moje milovaná dcero, jsi mi dražší než tvoje sestry. Je mi známo, že z vůle našeho Pána se všechny mé dcery, kromě tebe, provdaly za vysoce urozené muže a povýšily v očích celého křesťanstva. Tobě tedy prostřednictvím své závěti přenechávám celé své panství, peníze, hrady a veškerý další majetek, neboť tvoje sestry nepotřebují, aby byl rozdělen a každá obdržela poměrnou část. | “ |
| — Ramon Berengar Provensálský (kronika Matěje Pařížského) | |   |

Beatrix tedy byla ustanovena jedinou dědičkou otcova majetku, čímž se stala velice žádanou partií. Správou majetku byla pověřena hraběnka Beatrix Savojská a správce Romeo de Villeneuve.
O sňatku s Beatrix uvažoval i Raimond VII. z Toulouse a Jakub I. Aragonský, ale po smrti hraběte Ramona Berengara v srpnu 1245 se na žádost hraběcí vdovy do celé věci vložil na samotný papež Inocenc IV. Potřeboval francouzskou podporu v boji proti exkomunikovanému Fridrichovi Štaufskému, který chtěl také získat Beatrix pro svého syna. V prosinci 1245 bylo v Cluny vedeno tajné jednání o osudu provensálského hrabství. Setkání se zúčastnila francouzská královna vdova Blanka Kastilská, Markéta (Beatričina sestra), Ludvík IX. s mladším bratrem Karlem, Inocenc IV. a savojští bratři Bonifác a Filip, strýčkové budoucí nevěsty. Francouzský král slíbil papeži podporu při snaze o sesazení Fridricha z trůnu a Savojským, že Provence nepřejde prostřednictvím Karla z Anjou na francouzskou korunu, ale podědí jej potomci Karla a Beatrix. Po skončení jednání se vydal Karel z Anjou s vojenským doprovodem na jih za svou vytouženou dědičkou.
31. ledna 1246 se Beatrix v Aix-en-Provence provdala za Karla z Anjou. Karel získal celé území provensálského hrabství, ale zdaleka ne všechna důležitá města se smířila s novým vládcem jiné než aragonské krve. Středomořská města byla zvyklá na jiné pojetí vlády. Bylo zde rozšířeno římské právo a významné postavení městských komun, což vedlo k častým rebeliím ze strany poddaných. Karel z Anjou nebyl mezi poddanými oblíben a dlouhé roky vedl spory o majetek se svou tchyní Beatrix Savojskou.

### Křížová výprava

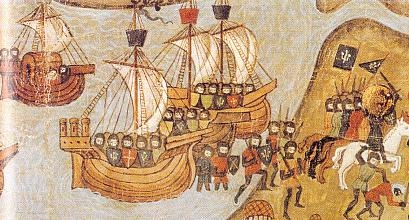
Vylodění křižáku u Damietty (1249) na dobové iluminaci

Král Ludvík IX. byl roku 1244 vážně nemocný a po své téměř zázračné úzdravě se rozhodl přijmout znamení kříže a vydat se na křížovou výpravu. Novopečený provensálský hrabě Karel se po boku svých starších bratrů Ludvíka IX. a Roberta tažení roku 1248 zúčastnil a doprovázela jej i těhotná manželka Beatrix.
| „                   | ...když se on opásal křížem, přihlásili se ke křížové výpravě i Robert, hrabě z Artois, hrabě z Poitiers, Karel, hrabě z Anjou, pozdější král sicilský, všichni tři královi bratři. | “ |
| — Jean de Joinville | |   |

Vojsko křížové výpravy vyplouvalo 25. srpna do Egypta z přístavů Marseille a Aigues-Mortes. V září 1248 doplula výprava na Kypr a právě tam porodila Beatrix svého prvorozeného syna Ludvíka.
| „                                          | Vězte, že hraběnka z Anjou porodila na Kypru velice světlého a dobře stavěného syna, jehož nechce předat chůvě a zanechat ho v její péči. | “ |
| — Robert z Artois (matce Blance Kastilské) | |   |

Z Kypru vypluli v květnu 1249 a na počátku června přistáli u Damietty. Ludvíkovo vojsko rozprášilo egyptskou obranu, která čekala na pobřeží, a bez boje byl obsazen přístav. Král majíc na paměti neúspěch páté křížové výpravy, v jejíž stopách šel, se rozhodl zůstat přes léto v dobytém městě. Vojsko tak nebylo při pochodu na jih překvapeno nilskými záplavami. V téže době bylo v Damiettě založeno latinské arcibiskupství. Vojsko odjelo z Damietty po příjezdu Alfonse z Poitiers v listopadu 1249 a ve městě zůstala těhotná královna Markéta s opět těhotnou Beatrix. U města al-Mansúra svedl francouzský král vítěznou bitvu s egyptskými mamlúky, ale utrpěl těžké ztráty a město samotné nedobyl. V boji zemřel Robert z Artois a v křižáckém táboře se začala šířit epidemie, pravděpodobně vlivem sucha a zkažené vody plné mrtvých těl. Nemocný král i zubožené vojsko bylo při cestě zpět do Damietty Egypťany obklíčeno a zajato. Město zatím před muslimským protiútokem uhájila malá posádka pod velením královny Markéty Provensálské. Ludvík a jeho bratři byli nakonec výměnou za město a výkupné propuštěni. Manželské dvojice se shledaly v Akkonu, Ludvík byl po nemoci zubožený, Karel a Alfons zdraví a na rozdíl od krále netrpěli výčitkami svědomí. Dokonce ke králově nelibosti hráli v kostky. Z Akkonu oba mladíci i se ženami odjeli zpět do Francie.
Roku 1251 se vrátili mladí manželé ze Svaté země a roku 1257 uzavřel Karel z Anjou konečně dohodu se svou tchyní, která se za finanční odškodnění vzdala nároků na provensálské državy a vyplatil hrady, na které si dělala nárok švagrová Eleonora s manželem, anglickým králem Jindřichem III. Hraběcí pár zastával poliltiku tvrdé ruky, neustále zvyšoval daně a uložil povinnou vojenskou službu. Roku 1263 nechal Karel popravit dvanáct občanů odbojného města Marseille.

### Italské dobrodružství

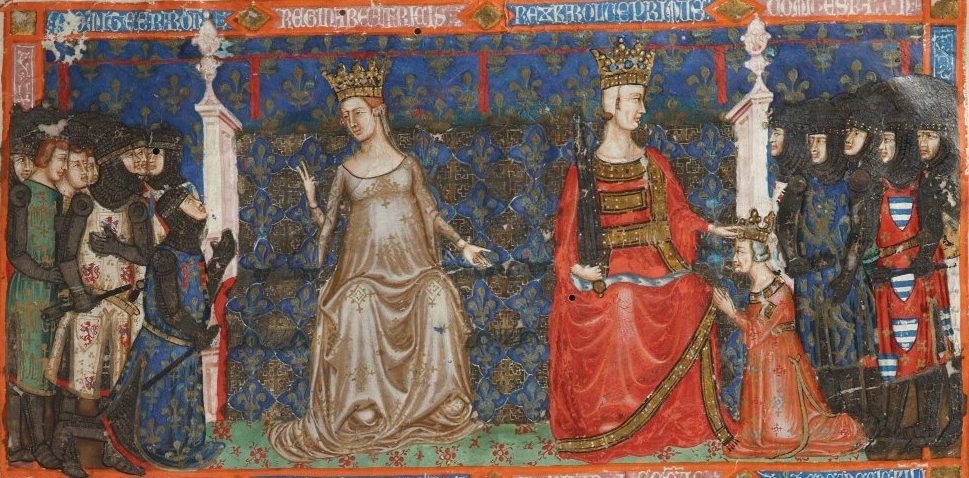
Beatrix s Karlem na královském trůně (Bible rodu Anjou)

Roku 1263 nabídl papež Urban IV. Karlovi z Anjou sicilskou korunu. Ludvík IX. bratra v rozhodnutí diplomaticky podpořil, ale nepůjčil mu ani peníze, ani vojáky. Beatrix vzala nastalou situaci do svých rukou.
| „                  | A tato dáma..., když se doslechla o zvolení hraběte Karla, svého chotě, z vyhlídky, že by se mohla stát královnou, zastavila veškeré svoje šperky a povolala všechny svobodné muže do zbraně, aby stanuli pod její korouhví a učinili jí panovnicí... | “ |
| — Giovanni Villani | |   |

Roku 1265 Karel vyplul z Marseille, přežil bouři a podařilo se mu dosáhnout Říma, kde čekal, podporován Římany, na svou armádu. Vojáky na cestě přes podzimní Alpy doprovázela samotná Beatrix.
6. ledna 1266 byli manželé korunováni v Katedrále svatého Petra. Karel se vydal za Manfrédem a 26. února zvítězil nad jeho vojskem v bitvě u Beneventa. Protivník v bitvě zahynul, jako exkomunikovaný církví svatou byl pohřben u úpatí mostu v Beneventu a královna Helena na útěku padla do Karlových rukou. Karel zajatkyni odebral všechny děti, zavřel ji na hradě v Noceře a syny v Castel del Monte. Beatrix přijela za vítězným manželem do Beneventa a pak se přemístili do Neapole, kde se oficiálně ujali správy své nové země. V lednu 1267 se Karel vrhl do války v Toskánsku.
Dalším uchazečem o sicilskou korunu byl mladičký Konradin, syn římského krále Konráda IV., který se 23. srpna 1268 s Karlem sešel v bitvě u Tagliocozzo. Teprve šestnáctiletý Konradin díky léčce protivníka bitvu prohrál a společně s Fridrichem Bádenským byl Karlem na podzim v Neapoli popraven. Štaufové osobou Konradina vymřeli po meči.
Beatrix si sicilského trůnu dlouho neužila, zemřela v dusném létě 1268 ve věku 35 let. Zanechala po sobě pět dětí a byla pohřbena po otcově boku v kostele v Aix-en-Provence.Karel se o rok později znovu oženil a sicilskou královnou se stala Markéta Burgundská.